# 蔡俊彥
蔡俊彥（英語：Choi Chun Yin Ryan，1997年10月9日—）是一位香港劍擊運動員。2021年7月，其世界排名第8位。在2022年2月，其世界排名再創新高，升至第7位。在2025年7月，蔡俊彥於世界劍擊錦標賽擊敗俄羅斯劍手保洛達卓夫，並奪得男子個人花劍賽冠軍，成為第一位贏得世錦賽金牌的香港劍擊運動員，世界排名再創新高，升至第1位。

## 學生時期
蔡俊彥在喇沙小學開始學劍，升上喇沙書院後加入劍擊隊，並代表學校出戰校際比賽，打出名堂。自中三開始，擅長花劍的他開始到香港體育學院特訓，由於練劍時間「撞期」，較少參與喇沙劍擊隊星期六下午的集體練習，但仍然有代表學校參與比賽，更是隊中主力之一。
蔡俊彥在2012年亞洲青少年劍擊錦標賽（Asian Junior and Cadet Fencing Championships）花劍個人賽摘金。他也在2013年1月舉行的港九區中學校際劍擊賽，花劍個人賽B Grade封王。

## 運動員生涯
2014年，蔡俊彥在南京舉行的青年奧運會奪得一金一銀，成為首位香港男子花劍手登上青年奧運頒獎台。
2018年8月24日，雅加達亞運會男子花劍團體決賽，香港面對南韓，男子花劍個人銀牌崔浩然因傷缺陣，決賽由三位師弟蔡俊彥、楊子加和張家朗上場，在領先的情況下遭逆轉，以37比45飲恨，今屆亞運劍擊賽事以銀牌告終。
2021年3月，多哈花劍大獎賽（Fencing Grand Prix Qatar）圓滿落幕，穩奪東京奧運資格的香港男子花劍隊派出三將應戰，蔡俊彥突破重圍殺入八強。惜最終以11：15不敵美國劍手格雷克·迈因哈特無緣四強染指獎牌，但其世界排名仍攀至個人新高的第八。
2021年7月26日，東京奧運會劍撃比賽花劍個人賽，首度參與奧運的蔡俊彥，面對加拿大劍手麥斯美利安·雲哈斯達，比賽初段一度落後0：4，他及後調整戰術，逐漸追回比分，最後反勝15：10晉級。在16強賽，蔡俊彥迎來東道主選手、2017世錦賽銅牌得主敷根崇裕，蔡俊彥最終以6：15告負，16強止步。
2022年5月15日，蔡俊彥在花劍大獎賽韓國仁川站有驚喜表現，準決賽以一劍之差打敗世界排名第四位的意大利名將科干尼（Alessio Foconi），首次殺入決賽，決賽遇上另一位意大利劍手托马索·马里尼（Tommaso Marini），蔡俊彥未能把握領先14：12的優勢，最終被對手以15：14反勝，痛失金牌，但已創下個人最佳成績，成為張家朗之後，第二位贏得大獎賽銀牌的男花港將。
2022年6月12日，蔡俊彥於首爾舉行的亞洲花劍錦標賽首次殺入四強，雖於準決賽以一劍之差不敵中國的莫梓維，但於不設季軍戰的情況下仍取得銅牌，是他首面亞洲錦標賽個人賽獎牌。
2025年6月12日，蔡俊彥於國際劍擊聯盟（FIE）花劍大獎賽上海站勇奪個人首面國際賽金牌。在決賽以 15：12 擊敗世界排名第六、2023 年世錦賽金牌得主意大利名將托馬索馬連尼。 一個星期後，狀態大勇的蔡俊彥在印尼峇里舉行的亞洲劍擊錦標賽以15：6大勝對手封王，個人首度問鼎亞錦賽，也成為繼張家朗及張小倫後第三位奪得亞錦賽男花個人賽冠軍的港將。
2025年7月，蔡俊彥於世界擊劍錦標賽擊敗俄羅斯劍手博羅達喬夫，並奪得男子個人花劍賽冠軍，成為第一位贏得世錦賽金牌的香港劍擊運動員。

## 榮譽
- 香港傑出青少年運動員：2014年

## 個人生活
蔡俊彥和MIRROR成員呂爵安（Edan）是香港大學同學及室友。呂爵安在ViuTV節目《奧運有得揀》時，曾為蔡俊彥公開打氣。

## 爭議
- 蔡於ViuTV直播2024年巴黎奧運劍擊花劍16強賽事擔任旁述，該場由港隊張家朗對戰中國隊選手莫梓維，期間莫梓維一度因右腳「跣腳」受傷而要接受治療，蔡於旁述時稱，據知莫梓維一向腳有舊患，表示「唔知有冇觸發到舊患，希望就觸發到（舊患）啦」，其言論惹起網民爭議，批評離譜[14] [15]。他其後於電視直播節目及個人社交平台上為此言論致歉。
- 2024年8月20日，蔡俊彥在Threads上發文，列出他隊友過去一年每次前往各地參加各項比賽所需的支出，最終計算結果顯示，在扣除機票、食宿和報名費等支出後，全年實際收入僅有約3萬港元左右，之後他再補充表示香港一般只有在一個項目排名前四的全職運動員會得到體育總會資助，而排名第五或以下的運動員，各項開支均需自費。翌日，蔡的Threads帳戶被清空，原因未知，本人至今未有回應[16][17]。

## 廣告代言
- 安達人壽[18][19]